# Auyantepuia aurum
Espèce
Auyantepuia aurum est une espèce de scorpions de la famille des Chactidae.

## Distribution
Cette espèce est endémique de Guyane. Elle se rencontre vers Saül.

## Description
Le mâle holotype mesure 25,2 mm et le mâle paratype 28,1 mm.

## Publication originale
- Ythier, 2018 : A synopsis of the scorpion fauna of French Guiana, with description of four new species. Zookeys, no 764, p. 27–90 (texte intégral).